# Marsdenia ericoides
Marsdenia ericoides är en oleanderväxtart som beskrevs av Rudolf Schlechter. Marsdenia ericoides ingår i släktet Marsdenia och familjen oleanderväxter. Inga underarter finns listade i Catalogue of Life.